# Église Saint-Didier de Brain-sur-Longuenée
Pour les articles homonymes, voir Église Saint-Didier.
L'église Saint-Didier est une église située à Brain-sur-Longuenée, en France.

## Localisation
L'église est située dans le département français de Maine-et-Loire, sur la commune de Brain-sur-Longuenée.

## Historique
L'édifice est inscrit au titre des monuments historiques en 2007.